# Teodorico Moretti Costanzi
Teodorico Moretti Costanzi o Moretti-Costanzi (Pozzuolo Umbro, 25 aprile 1912 – Tuoro sul Trasimeno, 23 giugno 1995) è stato un filosofo italiano.

## Biografia
Dopo il conseguimento della laurea in filosofia presso l'Università di Bologna, ottiene la libera docenza in filosofia teoretica nel 1940. Diviene assistente alla cattedra romana di Pantaleo Carabellese, di storia della filosofia, e in seguito docente di estetica presso la medesima università. Fu professore ordinario presso l'Ateneo bolognese dal 1957 al 1982. La presentazione nel 2009 di un volume comprendente l'opera omnia del filosofo riporta in luce il suo pensiero, secondo alcuni volutamente ignorato perché alternativo all'ideologia dominante a quel tempo.

## Opere
- Pensiero ed essere, Perrella, Roma, 1939
- Il problema dell'uno e dei molti nel pensiero di B. Varisco, Perrella, Roma, 1940
- Noluntas, Perrella, Roma, 1941
- Schopenhauer, Edizioni italiane, Roma, 1942
- L'asceta moderno, Arte e storia, Roma, 1945
- Spinoza, Universitas, Roma, 1946
- L'estetica di Platone.Sua attualità, Arte e storia, Roma, 1948
- L'ascetica di Heidegger, Arte e storia, Roma, 1949
- L'ascesi di coscienza e l'argomento di S. Anselmo, Arte e storia, Roma, 1951
- L'asceta moderno, 2ª ed. riv., Arte e storia, Roma, 1952;
- Meditazioni inattuali sull'essere e il senso della vita, Arte e storia, Roma, 1953
- La terrenità edenica del Cristianesimo e la contaminazione spiritualistica, Patron, Bologna, 1955
- La donna angelicata e il senso della femminilità nel Cristianesimo, Patron, Bologna,  1955
- La filosofia pura, Alfa, Bologna, 1959
- Il senso della storia, Alfa, Bologna, 1963
- Sul prologo di Zarathustra (Nietzsche e Schopenhauer) con trad. dello stesso Prologo, in Ethica, 1964
- L'etica nelle sue condizioni necessarie, Ed.ni di Ethica, Bologna, 1965
- L'estetica pia, Patron, Bologna, 1966
- L'ora della filosofia, R. Patron, Bologna, 1968
- L'uomo come disgrazia e Dio come fortuna, Alfa, Bologna, 1972
- La critica disvelatrice, Ed.ne dell'Istituto di Filosofia dell'Università di Bologna, Bologna, 1972
- Amore, morte, eternità, L. Parma, Bologna, 1974
- La singolarità personale societaria: compimento di un itinerario senza vie, Cooperativa libraria universitaria editrice, Bologna,  1975
- L'equivoco della filosofia cristiana e il cristianesimo-filosofia, Clueb, Bologna, 1977
- Le ragioni della miscredenza e quelle cristiane della fede, Clueb, Bologna, 1979
- La fede sapiente e il Cristo storico, Sala francescana di cultura P. Antonio Giorgi, Assisi, 1981
- La rivelazione filosofica, Sala francescana di cultura P. Antonio Giorgi, Assisi, 1982
- Il Cristianesimo-filosofia come tradizione di realtà, Sala francescana di cultura, Assisi, 1986
- Breviloquio della sera, Sala francescana di cultura P. Antonio Giorgi, Assisi, 1987
- La verità dell'immagine sacra, Sala francescana di cultura, Assisi, 1990
- L'identità del Lumen publicum nelle privatezze di Anselmo e Tommaso, Il Cristianesimo-filosofia,  Le Lettere, Roma, 1994
- Opere, a cura di E. Mirri e M. Moschini, Bompiani, Milano, 2009